# شون روبرتس
شون روبرتس (بالإنجليزية: Shawn Roberts) (مواليد 2 أبريل 1984) ممثل كندي ظهر في العيد من الأفلام منها أحبك بيث كوبر وحافة الظلام .

## روابط خارجية
- شون روبرتس على موقع IMDb (الإنجليزية)
- شون روبرتس على موقع ألو سيني (الفرنسية)
- شون روبرتس على موقع أول موفي (الإنجليزية)
- شون روبرتس على موقع قاعدة بيانات الأفلام السويدية (السويدية)
- شون روبرتس على موقع قاعدة بيانات الفيلم (الإنجليزية)
- شون روبرتس على موقع كينوبويسك (الروسية)